# Canular de la pomme de terre Maggie Murphy
Le canular de la pomme de terre Maggie Murphy est lancé en 1895 au Colorado par W. L. Thorndyke. Ce journaliste a créé une image qui représentait un agriculteur, Joseph B. Swan, portant ce qui semble être une pomme de terre géante. La photo du canular s'est rapidement diffusée dans tous les États-Unis et a été reproduite dans une planche du journal Ripley's Believe It or Not!.

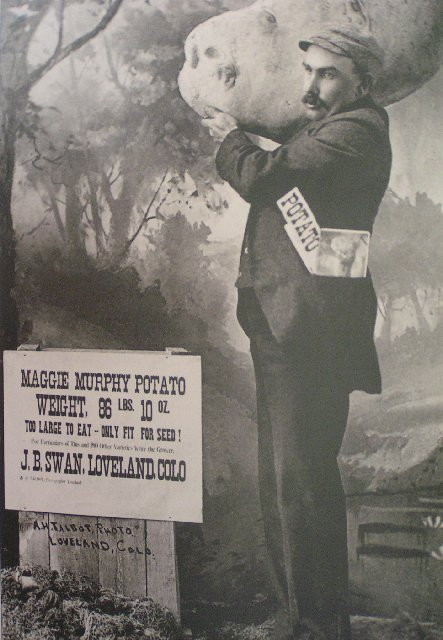
Photographie largement diffusée de Joseph B. Swan portant la fausse pomme de terre.

## Contexte
Le canular a commencé à Loveland (Colorado).  W. L. Thorndyke, rédacteur en chef d'un journal local, voulait faire la promotion d'une foire prochaine. Il s'adressa à un agriculteur, Joseph B. Swan, et voulut l'aider à recruter des clients. Swan était connu pour cultiver plus de 70 variétés différentes de pommes de terre et sa réussite dans cette culture avait fait l'objet de plusieurs reportages. 
Avec l'aide d'un photographe local, Adam Talbot, ils produisirent une photo de Swan portant une pomme de terre « Maggie Murphy » géante.
Il s'agissait en fait d'une photo de pomme de terre agrandie et collée sur une planche découpée selon le contour du tubercule. 
La photo parut dans un numéro de 1895 du Loveland Reporter (maintenant Reporter-Herald (en)).
L'article laissait entendre que la pomme de terre pesait 86 livres et 10 onces (39,29 kg) et mesurait 2 pieds 5 pouces (73,66 cm) de long. 
Swan jura qu'il l'avait cultivée lui-même. 
L'image se propagea rapidement dans l'ensemble des États-Unis. Plus d'un millier de personnes écrivirent à Thorndyke, lui demandant des morceaux de la pomme de terre Maggie Murphy pour pouvoir cultiver leurs propres pommes de terre géantes.
Les demandes de semences étaient également nombreuses.
Thorndyke, se rendant compte que cette photo commençait à lui échapper, admit qu'il s'agissait d'un canular. Il avoua par écrit qu'il avait demandé à Swan de fabriquer une pomme de terre factice en bois.

## Impact culturel
La photo fut reproduite dans de nombreuses publications, parmi lesquelles le Scientific American et Ripley's Believe It or Not!.
Elle a été reproduite dans le livre The World of Ripley's Believe It Or Not! (publié en 1999), sans toutefois qu'il soit mentionné que c'était un canular.
Quand Ripley Believe It or Not! a été adapté dans des séries télévisées (en), la photographie a été utilisée dans la séquence d'ouverture.
En 2012, Rick Padden, auteur dramatique du Colorado, a adapté l'histoire de cette mystification dans une pièce en deux actes, intitulée « The Great Loveland Potato Hoax ».